# Drapelul statului New Jersey

Steagul statului New Jersey

Steagul statului New Jersey include emblema sigiliului statului New Jersey pe un fond galben-ocru, numit buff în engleză. Conform minutei New Jersey General Assembly, Adunarea legislativă a statului New Jersey, din 11 martie 1896, culoarea buff s-ar datora indirect lui George Washington, care a ordonat pe ziua de 2 octombrie 1779 ca hainele uniformelor purtate de soldații din statul New Jersey (în engleză, New Jersey Continental Line) să fie un albastru de tip Jersey cu blue, cu ornamente de culoare galben-ocru (buff). Ornamente similare, având aceeași culoare au fost ulterior rezervate doar pentru uniformele purtate de Washington, de generalii Armatei Continentale și ajutoarele acestora. Mai târziu, la 28 februarie 1780, Oficiul Armatei Continentale din Philadelphia a ordonat ca toate regimentele să utilizeze steagurile statelor din care proveneau, având același fundal coloristic ca și ornamentele (fireturile) uniformelor lor. 